# Amir Agayev
Amir Agayev (in ebraico אמיר עגיוב‎?; Rishon LeZion, 10 febbraio 1992) è un calciatore israeliano, centrocampista del Dimona.

## Carriera

### Club
Ha giocato nella prima divisione israeliana, in quella cipriota ed in quella azera.

### Nazionale
Ha debuttato con la maglia della nazionale Under-21 durante le qualificazioni al campionato europeo di categoria nel 2013.